# Madonna de Pontassieve
La Madonna de Pontassieve es una obra, témpera y oro sobre tabla, atribuida a Fra Angelico. Datada en torno a 1435, se conserva en la Galería Uffizi de Florencia.

## Historia
La obra, que probablemente era el panel central de un políptico perdido, proviene de la parroquia de San Miguel Arcángel de Pontassieve, en los alrededores de Florencia. Antes de su  restauración, se podía leer en la base "Tonio di Luca e Piero di Nicholaio e Ser Piero".
El primero en atribuir la obra a Fra Angelico fue Poggi, aunque la crítica se ha dividido entre los que la consideran una obra propia (Pope-Hennessy, Berti y Baldini), o que fue creada en el taller (Berenson) o que fue fruto de una colaboración de varios ayudantes (Salmi y Collbi-Ragghianti). En cualquier caso, la datación siempre es entre 1435 a 1450.
Collobi-Ragghianti probó a reconstruir el políptico original, teorizando sobre la posibilidad de que fuera creado para una capilla en la iglesia franciscana de Santa Croce, en Florencia.

## Descripción y estilo
La Virgen está representada de frente, sentada en un trono cubierto con un paño rojo. Detrás de ella la luz dorada irradia como si fueran rayos, de manera similar a lo que sucede en la tabla La coronación de la Virgen (1434-1435), también de Fra Angelico y conservada en los Uffizi. 
Típico de Fra Angelico son las proporciones alargadas. La madre y el hijo crean una especie de abrazo místico. La luz es clara y diáfana, con tonalidades tenues. Destacan los volúmenes de los cuerpos, sobre todo el de la Virgen, cubiertos de pesados pliegues de la vestimenta. 
En la base del trono, bajo el escalón de mármol, hay una inscripción fragmentada que probablemente se refería a quienes encargaron la obra. La frase ha sido reconstruida:  [TO]NIO DI LVCA E PIER[O DI NI]CHOLAIO E SER PIER[O].